# Ezzouhour
Pour les articles homonymes, voir Ezzouhour (homonymie).
Ezzouhour (arabe : الزهور) est une ville de Tunisie située à l'ouest de Sousse dont elle fait office de banlieue.
Rattachée administrativement au gouvernorat de Sousse, elle constitue une municipalité comptant 17 348 habitants en 2014.
Il s'agit, à l'origine, d'un quartier d'« habitat spontané » résultant de l'exode rural des populations des campagnes environnantes des gouvernorats de Sousse et de Kairouan. Elle a été par la suite mise en valeur puis intégrée comme un ensemble résidentiel dans l'agglomération de Sousse.